# كانتا هامي

شعار كانتا هامي.

كانتا هامي (بالفنلندية: Kanta-Häme) (بالسويدية: Egentliga Tavastland)، إقليم فنلندي؛ يشمل تاريخياً الجزء الجنوبي الشرقي من منطقة هامي التاريخية. يحده أقاليم أوسيما و‌بايات هامي و‌بيركانما و‌ستاكونتا و‌فارسينايس سوومي.
عاصمة الإقليم هي مدينة هامينلينا، الممتد على مساحة 5,204 كيلومتر مربع وعدد سكانه يبلغ 169,952 نسمة.
بلغ الناتج المحلي الإجمالي للإقليم في عام 2001 ما مجموعه 2968 مليون يورو.